# Liste von Sat.1-Vorabendserien
Diese Liste enthält eine Aufzählung aller deutschen Vorabendserien/Telenovelas des deutschen Privatsenders Sat.1. Die Serien werden in der Regel vor der Primetime, also vor 20:15 Uhr Von Montag bis Freitag ausgestrahlt.

## Serien

### Aktuell
| Name                | Jahr(e) | Episoden          |
| ------------------- | ------- | ----------------- |
| Die Landarztpraxis  | 2023–   | 262 in 3 Staffeln |
| Die Spreewaldklinik | 2024-   | 207 in 2 Staffeln |

Angekündigt
| Frieda – Mit Feuer und Flamme |
| [ 2 ]                         |
| Ein Hof zum Verlieben         |
| [ 3 ]                         |

### Ehemalig
| Name                             | Jahr(e)   | Episoden          |
| -------------------------------- | --------- | ----------------- |
| So ist das Leben! Die Wagenfelds | 1995–1996 | 169               |
| Geliebte Schwestern              | 1997–1998 | 250               |
| Verliebt in Berlin               | 2005–2007 | 645 in 2 Staffeln |
| Schmetterlinge im Bauch          | 2006–2007 | 123               |
| Anna und die Liebe               | 2008–2012 | 926 in 4 Staffeln |
| Eine wie keine                   | 2009–2010 | 212               |
| Hand aufs Herz                   | 2010–2011 | 234               |
| Patchwork Family                 | 2013      | 58                |
| Mila                             | 2015      | 75                |
| Alles oder nichts                | 2018      | 105               |
| Meine Klasse – Voll das Leben    | 2019      | 40                |
| Das Küstenrevier                 | 2024      | 80                |
| Für alle Fälle Familie           | 2024-2025 | 80                |